# 舟山战役
舟山战役为中國第二次国共内战后期，中國人民解放軍第三野戰軍于1949年8月至1950年5月对浙江舟山群岛进行的一系列军事行动，包括对舟山群岛部分岛屿的登陆作战以及夺取制空权后迫使国军从舟山群岛撤退。最终，解放军成功控制全部舟山群岛。

## 背景

### 解放军前期准备
1949年5月26日解放軍攻佔上海前一天，解放軍三野副司令员粟裕电令第七兵团司令员王建安：“...（上海）敌87军有向定海撤退企图。蒋匪图以定海为其残余之海空军基地。如让其企图实现，则今后对我沪杭沿海之安全危害甚大，你们应乘沪敌主力尚未撤退之前，迅速以足够力量占领定海及其各个重要岛屿。”1949年7月7日，毛泽东致电粟裕等：“...舟山群岛是否利于攻击，你们是否已令谭王准备夺取该岛。...请考虑电复。”
第二次国共内战至1949年8月，解放军已经在中国大陆取得全面胜利，中华人民共和国成立在即。在东南沿海，解放军开始攻占国军占据的一些沿海岛屿，陆续攻占平潭岛、厦门等岛屿。1949年7月，解放军开始筹划攻占浙东沿海的舟山群岛，解放军第三野战军第7兵团承担了这个任务。7月下旬，7兵团正式接到了三野司令部命令其攻占舟山群岛的命令。
1949年8月，中共方面成立「浙东前线指挥部」，宋时轮任司令员，王必成任副司令员，姬鹏飞为政治委员。浙江省委和浙江省人民政府组建「浙东支前司令部」，司令员来光祖（22军参谋长），政委苏展（宁波市市长），领导宁波、绍兴、台州三地区的支前工作。第七兵团统计共运送军粮3739万斤，其他军需物资150万斤。
当时三野7兵团还同时承担了剿灭当地土匪和负责警备的任务，因此分散了兵力，实际能抽出来参与舟山战役的部队为其总兵力9个师中的4个师，即第22军第64、第65、第66师，第21军第61师，共计5万人，统由第22军军长孙继先、政委丁秋生指挥。兵力相比驻守舟山群岛的国军并不占优势，甚至少于驻守舟山群岛的国军总兵力。同时，解放军此时的海空军尚不发达，主要只能依靠木帆船渡海且没有空军掩护。因此，三野7兵团经过研究，决定以先攻占舟山群岛外围岛屿，再进攻舟山本岛的战略夺取舟山群岛。

### 国军对沿海地区的袭扰
国军在中国大陆全面败退后，在东南沿海，国军还占据一些岛屿，国军利用这些岛屿为立足点，不断对大陆沿海进行突襲。舟山群岛，就是国军其中一个立足点，国军利用舟山群岛为出发点，对大陆长江口地区不断进行袭扰，定海机场建成后，国军利用其对上海、南京、杭州等城市进行了猛烈轰炸。其中以上海遭受轰炸尤其严重，使得这一工业城市几乎陷入无法生产的境地。其中1950年2月6日国军空军对上海的轰炸，使上海市民死伤1400人，上海丧失90%的电力。国军对大陆沿海地区的突襲，造成了华东军区攻占舟山群岛的决心。

### 解放军战前准备

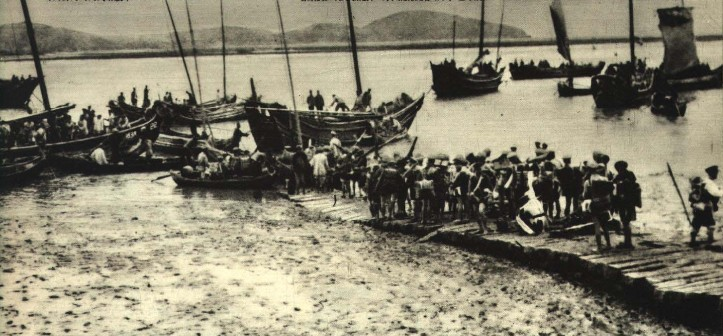
1950年，解放军进行战前兵运

为了进攻舟山群岛，三野7兵团4个师部队进至镇海至穿山半岛、象山港两侧、舟山群岛对面的沿海地区进行临战训练，同时征集船只，改造木帆船等，开始进行舟山战役的临战准备。

## 舟山群岛外围岛屿作战

### 大榭岛战斗
三野7兵团经过研究，决定首先进攻距离大陆最近的大榭岛，与穿山半岛相隔约1500米的白鸭洋海峡，距离大陆最窄处0.59千米。守军为第75军19师所属48团及46团一部和师直警卫连约1400余人。
解放军参战部队为第22军第64师（师长马冠三、政委李荆山）：
- 第190团团长周志诚、政委杨广立
- 第191团团长韩斧、政委仇福宗
- 第192团团长沈晏宾、政委黄少希
- 第66师（师长王明礼、政委李明刚）之第196团（团长蒋亭、政委廉道）
- 第22军直属山炮团（团长芦伟如、政委田勃新）

1949年7月8日，22军64师190团的两个班分乘4只小船，仅用8分钟，渡过150米海峡，攻占了位于大榭岛和穿山镇之间的老鼠山，全俘國軍一个班，取得了初步作战经验。
解放军22军64师第190团加强第196团第二营共计4个营部队于1949年7月18日夜间发起战斗，在解放军海岸炮火掩护下成功从大榭岛南部抢滩登陆成功。解放军4个营突击队登陆后分三路进攻，当日午夜，包围了位于主峰七顶山的国军指挥所。19日拂晓，解放军攻占国军指挥所，七顶山国军守军全军阵亡。同日，解放军击退国军渡海增援的1个团援兵，结束了大榭岛战斗。此战解放军攻占大榭岛，国军1448人阵亡。解放军伤亡121名。
解放军第191团对穿山鼻岛和外神马山岛同时攻占，消滅國軍40人。
梅山岛国军一个团撤走，解放军第65师第193团进占梅山岛。

### 金塘岛战斗
1949年9月下旬，浙东沿海连降特大暴雨，解放军利用在这种恶劣气候条件下国军飞机无法起飞的机会，决定对距离大陆4.6千米的由3个步兵团、1个炮兵营，总兵力3500人的第102师守备的金塘岛发起进攻。解放军22军66师（师长谢斌、政委李荆山）之196、197、198团和64师190团，共4个团为第一梯队，第65师194团为预备队，以三野特种兵纵队炮11团、七兵团炮14团，22军山炮团、榴炮团、野炮团共计5个团组成4个远射炮兵群（远射炮47门对敌3门）火力支援。第64师191团、192团和21军61师之3个团共计5个团佯动配合。
1949年10月3日下午17时开始炮兵火力准备，18时30分至19时，4个团乘300余艘木帆船分别起渡，航行90分钟，横渡3海里，于20时03分至20时30分，分别在预定地点登陆。
- 196团（团长杨南全、政委司中峰）从三山海口起渡，在双礁、横兰地段登陆，攻蛤蜊山、大山、沙罗山、纺花山、东堠、西堠，迂回沥港，与197团合击围歼沥港之敌，配合190团阻定海援敌。
- 198团（团长袁洪辉、政委傅坤庸）从三眼碶起渡，在166高地段登陆，攻244高地、大浦口，合击沥港。
- 197团（团长周平、政委柴启坤）从算山、老鼠山起渡，尾198团登陆，攻老楔头、大象地，占围屏山，攻狮子山、老鹰山、纺花山，控制沥港码头，轻装袭占渡口，围歼沥港。
- 190团从太平桥起渡，在横兰、小泥湾段强行登陆，一部沿海岸取宫山、大李岙、小李岙，主力攻占潭头山，当夜取仙人山、长沙山后，警戒宫山至清晏庵段，协同阻敌增援。
- 194团（团长张朝忠、政委李乐山）作为预备队，隐蔽集结在朱家塘、陈华甫。
- 炮兵在东起大榭岛狗头颈，西沿海岸至青峙镇（直线距离194米），置野榴炮12个连炮42门，山炮2个连炮5门。8门炮用来封锁沥港及半洋礁、黄牛礁海面，阻敌舰拦截渡海船队；39门炮火，猛射金塘正面前沿。其中2个炮阵地预先近敌的三山和齿蟒山两孤岛上潜伏了三天。

是夜，天黑得伸手不见五指，大雨瓢泼，山洪暴发，平地汪洋，堑壑难辨。登岛部队迅猛向纵深穿插。10月5日拂晓攻占金塘岛渡口沥港镇，截断了岛上国军的退路和国军援军来援的通道，经过30多个小时的陆上战斗，占领金塘岛。5日7时，解放军196团2营继而攻占大鹏山岛，歼敌500人，生俘少将副师长。此战歼敌2409人，内毙伤233人，俘虏少将副师长以下2168人。仅师长宋式勤等100余人下海逃至定海。缴获炮34门、机枪120挺、汽车25辆、战马18匹及一大批军用物资。解放军负伤244人，非战斗减员56人，牺牲连以下指战员113人，多数倒在登陆前沿。
舟山防卫司令官石觉为了避免外围岛屿守军被各个击破，调整、收缩兵力。10月6日，佛渡、六横、虾峙等岛的国军相继奉命撤离到桃花岛。 8日晚，解放军第61师（师长胡炜、副政委李清泉）率第183团进占六横岛。9日拂晓，师指、第183团全部、第181团、第182团各1个营到达六横岛，发现守敌已于8日中午撤逃。9日夜，第183团主力进占虾峙岛，俘敌一部。10日，占佛渡。10日夜，61师前指率第183团一部、第182团1个营进至虾峙岛，其余部队全部进到六横岛。

### 桃花岛战斗
桃花岛距离大陆11.5千米。原驻六横岛的交警第9纵队约1300人和87军221师662团3营约400人已全部退到桃花岛。抢构工事，但防御体系尚未形成。221师副师长程立佐率662团大部先期逃入登步岛。
1949年10月7日夜，解放军21军61师决心乘敌立足未稳之际，以第183团并加强第182团第1营共计4个营在经海岸炮火对桃花岛的炮火准备后，利用夜暗、18日19时30分从虾峙岛一线起航秘密渡海、20时登陆桃花岛、突然攻击、大胆穿插、中央突破，侧翼配合。182团2、3营为第二梯队。19日4时，183团第1营不与敌纠缠直插控制了岛北侧的茅山及韭菜山渡口，切断了敌之退路。19日10时，183团2、3营向退守大佛头高地一带的敌军发起攻击，敌全部投降。前后用时不足20小时，国军1300人全部阵亡。缴获迫击炮4门、火箭筒2具、轻重机枪80余挺、卡宾枪和汤姆枪700余支、电台多部，以及其他军用物资。
20日晚，第183团第2营攻占了桃花岛西侧的大双山岛，歼交警第9纵队1个连。23日晚，第182团3营一个加强连攻占了桃花岛东北侧的悬鹁鸪岛，歼敌第622团3营1个连。至此，全部歼灭交警第9纵队，大部歼灭221师662团3营。
战后，第七兵团、第22及第21军均发电嘉奖61师。第七兵团的电报称：桃花岛战斗是“抓紧战机，大胆突击，以迅速果敢的动作，实行插断，获取胜利的典范”。

## 局势变化
舟山群岛外围岛屿相继被解放军攻占，三野7兵团中出现了轻敌速胜的情绪。同时，国军也在此时调整了部署。10月11日至14日，蒋介石到达舟山群岛，随即，国军建立东南军政长官公署舟山指挥所，郭忏担任主任，石觉担任副主任兼任舟山防卫司令。调海军第一舰队（司令官李连墀、黎玉玺）入舟山。24日，调台湾第10军和从汕头撤出的胡琏第12兵团67军到定海。使得舟山群岛的国军增至9万人。国军同时还加强了登步岛上的防御工事，希望能够守住舟山本岛。

## 登步岛战斗
三野7兵团在攻占桃花岛后决定乘胜攻占通向舟山本岛的最后屏障登步岛。此时，三野司令部得知了解放军金门战斗失利的消息，粟裕电示7兵团：“......夺取登步必须集中足够兵力，要有保障第一梯队同时起渡，第二梯队连续航海的足够船只，确实掌握敌情、水情、风向、气候的变化，严格检查参战部队的作战部署和各项准备工作，以防止领导上的官僚主义和指挥上的粗枝大叶”。但并未得到很好的落实。
驻守登步的是87军221师661团和662团大部分（不足5个营），附近蚂蚁岛驻有1个营，663团部署在朱家尖。
解放军61师182团和183团1营共4个营为一梯队，183团3营和2营的1连共4个连为二梯队。炮兵在桃花支援。181团留守控制已占岛屿。1949年11月3日夜20时，利用大雨国军飞机不能起飞的时机冒雨渡海进攻登步岛。但在航渡过程中遭遇风向逆转，船队被吹散。经过艰苦航行，解放军第一梯队9个连中的7个半连1,000余人乘150余船登陆登步王家岙、后门湾，但此时部队建制混乱，重武器也未能携带上岸。因风潮不顺，二梯队未能继进。解放军登陆部队以劣势兵力突破了国军的火力封锁，国军丧失8个连，俘虏国军500余人。至天亮前，解放军经过几个小时的战斗，已经攻占了四分之三的登步岛，岛上国军退守登步岛北部鸡冠礁一带。此时战况虽然对解放军很有利，但解放军没有及时攻占登步岛北端的渡口，为国军增援提供了通道。同时解放军后续部队又因为风向和潮汐不合适而无法增援，解放军因为要分兵守卫阵地，遂减弱了攻势。
11月4日上午，石觉遣67军4个团登陆增援，4日6时30分起，国军空军入登步轰击扫射，摧毁登岛部队渡船并深入桃花狂轰滥炸。75师221团，67师200团乘机在鸡冠礁登陆，战场形势逆转。15时40分，石觉下达“黄昏前将登岛之匪全部肃清”的死命令，67师凭借海空力量和优势兵力猛攻流水岩主阵地。解放军登陆部队击退了国军5次集团冲锋，暂时稳定了局势，使国军进展不大。
4日晚21时，师长胡炜率183团3营、2营1个连，182团1营、2营的5连、6连、师直侦察连、警卫连、92步炮连约4个营兵力增援登步。原想挽回战局，由于敌尽占海空优势、反登陆援敌增至8个团番号未果，夺回了一些白天失去的阵地，但解放军登陆总兵力仍然不及国军。
11月5日，国军继续增援登步岛，67军军长刘廉一，87军军长朱致一，均登岛督战，集团冲锋，欲将登岛部队压缩至海边聚歼。同时出动空军对解放军阵地进行轰炸并压制解放军桃花岛上的炮火。解放军经过连续激战击退了国军的进攻，守住了登步岛南端的阵地。此时解放军61师一时无法再派出部队继续增援登步岛上的解放军部队，解放军22军部队因为船只和航渡距离的原因，也无法增援。12时，解放军61师师长胡炜果敢决断：佯攻掩护，撤出战斗。11月5日晚，解放军登陆部队先向流水岩发起佯攻，迫使国军转入防御，然后解放军登陆部队1,000余人携带伤员6日1时乘船撤回桃花岛。
登步岛战斗，解放军伤亡、失踪1490人，国军伤亡3396人，被俘396人。但解放军未能攻占登步岛。

## 解放军夺取制空权
解放军进攻登步岛受挫，是役解放军方面开始重新思考战略全局。11月14日，毛泽东致电三野：
|  | “你们必须严重注意对定海作战的兵力、部署、准备情况及攻击时间等问题。如准备未周，宁可推迟时间” |

11月22日，粟裕致电中央：......蒋军受金门、登步两战的鼓舞，有将台湾主力移至舟山之企图，这样，虽然增加了我们攻占舟山群岛的困难，但如能在这些岛上尽歼蒋军，则对将来解放台湾行动，无论在政治上还是在军事上均属有利。......建议军委推迟攻击舟山的时间，加紧发展海、空军。集中飞机，海舰配合作战，加以5个高射炮团，采取突然动作，予敌海空军以歼灭（性）打击......，如此，不仅可以使攻舟山作战更有保证，为将来对付攻台时可能遭遇的帝国主义干涉，使攻台部队得到一次最实际的演习也是必要的。对台湾敌人在政治上、军事上亦是一个大打击，可能促进台湾情况的变化......，在打法上，以海、空军力量给敌海、空军以歼灭性打击，然后以陆军优势兵力攻取。
登步战后，增兵更甚。12月16日，调金门独立45师入岱山，40师（属52军）入定海。不久，又将金门第19军2个师。战斗力最强的第52军3个师调入舟山，总兵力达到11.5万人。其中：
- 第87军（军长朱致一），辖第221、第222师（师长吴渊明、詹抑强），防务舟山岛东南，军部驻沈家门。
- 第75军（军长吴仲直）辖第6、第95师（师长朱元琮、郭栋），防务舟山岛西南，军部驻岑港。
- 第67军（军长刘廉一）辖第56、67、75师（师长刘玉章）辖第2、25、40师（师长郭永、李有洪、张文博），防务舟山岛西部，军部驻临城。
- 独立第45、71、92师（师长劳声寰、李焕阁、李毓南）。
- 装甲兵中队2个，大队2个（战车280辆，1950年2月后增新式战车80多辆）。
- 海上突击总队（总队长陈玉玲）。
- 工兵2团第1营、通信兵8团第2营、技术兵第3大队、炮兵连2个分驻舟山岛各地。
- 80军炮兵营防务定海外洋螺。
- 海军（代副总司令官马纪壮）第2舰队（炮舰2艘、扫雷舰2艘、护艇驱逐舰3艘）、第1军区（防务嵊泗、岱山）、陆战队第1旅（旅长何相寰），驻防以长涂为中心。
- 空军舟山指挥所（司令官赖逊岩）第1、第3、第4大队（常泊B-25 8架、FB-26 12架、F-51 16架、F-15 16架，余往来台湾和舟山），高射炮兵1个营。岱山机场启用。
- 杂牌、地方部队、游勇散驻前沿。

1949年12月3日，9兵团奉命参加攻佔舟山之战，一线攻击部队增至30余万人，预定1950年2月发起战斗。12月5日，三野副司令粟裕亲赴浙东召集三野7兵团和9兵团干部开会，为下一步的渡海作战做准备。 粟裕随后将进一步进攻舟山群岛的时间进行了推迟，并决定将对舟山群岛的进攻由陆军单独完成改为陆海空三军共同完成。同时，粟裕还增强了用于进攻舟山群岛的陆军的力量，将原本用于之后的台湾战役的三野9兵团调来增援舟山战役，21军全部及23军、24军，并特纵炮兵全部，高炮13团调防宁波市区，并且从各地征集了大量船只，并对船只进行了改造，确保了一次可以运载10万人以上部队登陆。1950年4月25日，华东军区召开了陆海空三军联席会议，确定了对舟山群岛的进攻方案，决定以7、9两个兵团6个军组成南北两个突击集团，分归王建安、宋时轮指挥。4个军由舟山群岛南部向北部攻，2个军由西北向东南击。解放军第24军的第71师抢修宁波机场。解放军獲得蘇聯援助的38架米格-15戰鬥機、39架La-11戰鬥機、9架圖-2轟炸機等119架飛機後，空军已经在东南沿海形成了力量，并且夺取了舟山地区的制空权。海军（舰艇44艘，其中大型坦克登陆艇10艘，中型坦克登陆舰9艘）配合。华东地区党政军民一体支前，其中征集帆船（部分改装成机帆船）2,000余艘，保证一次可运载10万余人（2个军）以上的部队渡海登陆作战。定于6月下旬发起战斗。

## 国军舟山撤退
1950年3月23日，定海起飞的国军战机，遭米格15驱逐机在闸北上空击落P-51战斗机1架。国军空军研判“共军已拥有最先进的喷射式飞机”，国军“海空优势已经丧失”。
1950年4月底，解放军第四野战军攻占海南岛，进一步震动了舟山群岛的国军，加之国军已经失去了舟山群岛地区的制空权。蒋介石根据台湾优先的原则，决定从舟山群岛撤军。5月13日，国军以飞机和炮兵频繁轰击解放军阵地，岛上国军12万人分批撤回台湾，岛上部分百姓约2万多人被带到台湾。

## 解放军攻占全部舟山群岛
5月16日解放军发觉国军撤退，于是三野命令第21、第22、第23军发起攻击。16日夜，在东起登步岛、西至册子山的30海里海面上全线同时攻击。5月16日占册子山、大猫山，17日登上舟山本岛。61师重占登步岛，又占朱家尖。18日64师占领岱山岛、长涂岛、大衢岛。19日61师占普陀山。20日，22军奉浙江军区命令组建舟山军事管制委员会和警备司令部。王一平任军管会主任，孙继光、谢福林为副主任。张秀龙任警备司令，王六生任政委。整个舟山战役，解放军战史称国军共有8800余人被歼灭。
华东军区、第三野战军在攻占舟山群岛的同时，还在北起山东，南至福建的辽阔海域，分别渡海作战，攻占了许多岛屿。

## 评价
國軍原有海空優勢，但是在解放軍獲得蘇聯最新的米格-15噴射戰鬥機後，國軍的螺旋槳飛機不再有空中優勢，進而失去制海權，無法守住舟山群島，蔣中正同意美國第七艦隊前司令查爾斯·柯克上將的分析，決定從舟山撤軍，集中兵力保衛台灣。
解放军方面认为，舟山战役第二阶段，虽然未能全歼舟山群岛的国军守军，制定的陆海空三军协同作战的方案也未能实行，但该计划对国军造成了极大的精神威胁，迫使国军从舟山群岛撤退，打破了国军对长江口的封锁并夺取了制空权。同时，舟山战役也使解放军部队积累了渡海作战的经验。 中共中央军委在给第三野战军的贺电中称“舟山群岛的解放，粉碎了国民党军对长江口的封锁，为保卫海防安全创造了有利条件”。